# درور زاهافي
درور زاهافي (بالعبرية: דרור זהבי‏) (و. 1959  م) هو مخرج أفلام، وكاتب سيناريو إسرائيلي، ولد في تل أبيب.

## جوائز
حصل على جوائز منها:

الجائزة التلفزيونية البافارية ‏، عن عمل: Doppelter Einsatz ‏ (1999)

## وصلات خارجية
- درور زاهافي على موقع IMDb (الإنجليزية)
- درور زاهافي على موقع مونزينجر (الألمانية)
- درور زاهافي على موقع ألو سيني (الفرنسية)
- درور زاهافي على موقع أول موفي (الإنجليزية)
- درور زاهافي على موقع قاعدة بيانات الأفلام السويدية (السويدية)
- درور زاهافي على موقع قاعدة بيانات الفيلم (الإنجليزية)
- درور زاهافي على موقع كينوبويسك (الروسية)